# آشا (باواریا)
آشا (باواریا) (به آلمانی: Ascha) یک شهر در آلمان است که در بایرن واقع شده‌است.

## خصوصیات
آشا ۱۹٫۵۴ کیلومترمربع مساحت دارد ۳۳۹ متر بالاتر از سطح دریا واقع شده‌است.